# Lumbrineris albifrons
Lumbrineris albifrons är en ringmaskart som beskrevs av Crossland 1924. Lumbrineris albifrons ingår i släktet Lumbrineris och familjen Lumbrineridae. Inga underarter finns listade i Catalogue of Life.